# Markvallei
De Markvallei is het landschap rond de Mark, een zijriviertje van de Dender. Het natuurgebied van ongeveer 150 hectare is gelegen op grondgebied van Geraardsbergen (onder andere reservaat de Rietbeemd) en Pajottegem. 
Het gebied vormt met het Kluysbos en het Raspaillebos een groter geheel. De Markvallei is Europees beschermd als Natura 2000-habitatrichtlijngebied, deels als onderdeel van Bossen van de Vlaamse Ardennen en andere Zuid-Vlaamse bossen (rond Geraardsbergen) en deels als onderdeel van Hallerbos en nabije boscomplexen met brongebieden en heiden (rond Herne).

## Fauna en flora
Fauna
- Zoogdieren - vos
- Vogels - blauwe reiger, ijsvogel

Flora
- hangende zegge, gele lis, blauw glidkruid, dotterbloem, waterviolier, reuzenpaardenstaart, puntkroos